# 旺德莱地区沙蒂永
旺德莱地区沙蒂永（法語：Châtillon-en-Vendelais，法語發音：[ʃatijɔ̃ ɑ̃ vɑ̃dlɛ]）是法国伊勒-维莱讷省的一个市镇，或纯音译作沙蒂永昂旺德莱，位于该省东部，属于富热尔-维特雷区。

## 地理
旺德莱地区沙蒂永（48°13'30"N, 1°10'43"W）面积32.03 平方千米，位于法国布列塔尼大區伊勒-维莱讷省，该省份为法国西北部沿海省份，位于布列塔尼半岛东部，北濒大西洋，西接阿摩尔滨海省和莫尔比昂省，南至大西洋卢瓦尔省，西南端接曼恩-卢瓦尔省，东临马耶讷省，东北与芒什省接壤。
与旺德莱地区沙蒂永接壤的市镇（或旧市镇、城区）包括：帕尔塞、圣克里斯托夫-德布瓦、巴拉泽、蒙托图尔、蒙特勒伊德朗德、普兰塞、吕特雷-栋皮埃尔。

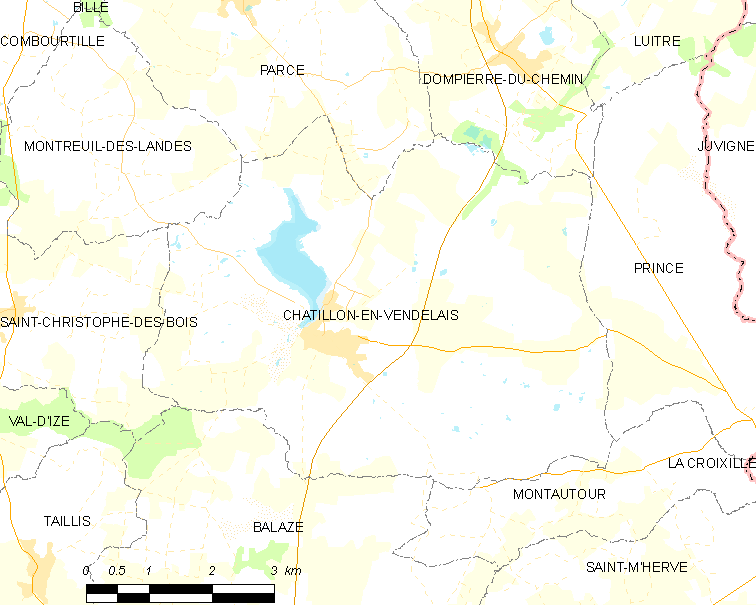
旺德莱地区沙蒂永的OSM定位图

旺德莱地区沙蒂永的时区为UTC+01:00、UTC+02:00（夏令时）。

## 行政
旺德莱地区沙蒂永的邮政编码为35210，INSEE市镇编码为35072。

## 政治
旺德莱地区沙蒂永所属的省级选区为维特雷县。

## 人口

1962-2008年间旺德莱地区沙蒂永人口变化图示

旺德莱地区沙蒂永于2022年1月1日时的人口数量为1738人。